# Peso (moeda)
Peso é o nome da moeda de vários países que já foram colônias espanholas:
- Argentina: Peso argentino (ISO 4217: ARS)
- Chile: Peso chileno (CLP)
- Colômbia:  Peso colombiano (COP)
- Cuba: Peso cubano (CUP)
- República Dominicana: Peso dominicano (DOP)
- México: Peso mexicano (MXN, anteriormente MXP)
- Filipinas: Peso filipino (PHP)
- Uruguai: Peso uruguaio (UYU)

## História
A principal moeda espanhola da era colonial era uma peça que valia oito reales. Era a famosa "peça de oito", que, mais tarde, acabou se chamando "peso". A moeda do peso pesava 27 gramas e era 92 por cento de pura prata. Foi o padrão para as moedas dos Estados Unidos: um dólar de prata equivalia exatamente a um peso. No Brasil, era o exato equivalente do Patacão. Os pesos espanhóis circularam pelas colônias europeias nas Américas. Eles foram, mais tarde, usados também nos Estados Unidos independentes, onde continuaram a ser legais até serem postos fora de circulação em 1857.
A Bolívia trocou seu Peso boliviano por sua nova moeda corrente, o Boliviano (a uma taxa de câmbio de um milhão para um), em 1987. A lusófona Guiné-Bissau previamente utilizava pesos (GWP) antes de adotar o Franco CFA (XOF) para ter acesso à União Econômica e Monetária da África Ocidental (UEMOA) em 1 de Maio de 1997.